# Onze-Lieve-Vrouw-Troost der Kleine Kinderen

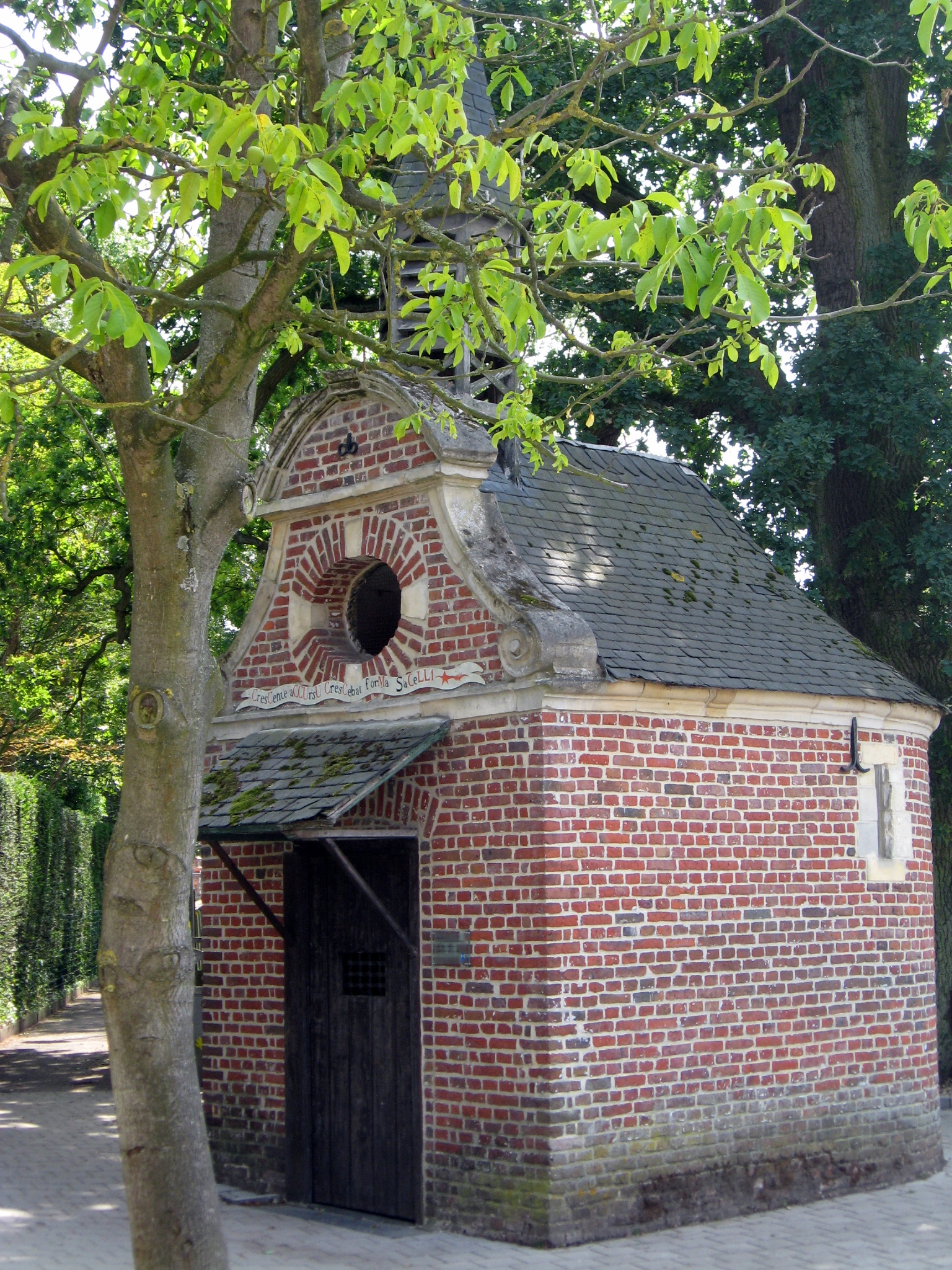
Kapel Onze-Lieve-Vrouw-Troost der Kleine Kinderen

Onze-Lieve-Vrouw-Troost der Kleine Kinderen (ook: Onze-Lieve-Vrouw Van de Voetbaan of Onze-Lieve-Vrouw op 't Grient) is de naam van een kapel, gelegen aan de Diestersteenweg nabij het centrum van Kermt.

## Geschiedenis
De kapel in barokstijl, werd in de 2e helft van de 17e eeuw opgericht door Jean Erard Foullon de Cambray (1609-1668), die heer was van Kermt. Zijn broer, Servais Foullon, schonk daartoe een beeld van Onze-Lieve-Vrouw van Loreto vervaardigd door Jean Del Cour. Dit beeld is echter weggenomen.
Eind 18e eeuw werd de kapel geregeld bestolen door rondtrekkende Franse soldaten. Ter beveiliging mocht een oude vrouw in het kapelletje wonen, waartoe voor haar een schouw werd ingemetseld. In 1811 werd de kapel vergroot door toedoen van Antonius Casimir baron de Stockheim, die oud-hulpbisschop van Luik was. Een chronogram werd aangebracht met als tekst: Crescente accursu, crescebat forma sacelli (omdat de toeloop groter werd, werd de kapel vergroot). Reden hiertoe was, dat er veel pelgrims langskwamen die op weg waren naar Scherpenheuvel.
De kapel was ook het toevluchtsoord voor moeders met kleine kinderen, die hier genezing afsmeekten. In 1949 werd daartoe de broederschap de broederschap van Onze-Lieve-Vrouw-Troost der Kleine Kinderen opgericht.
In 1979 werd de kapel, die wordt overschaduwd door een eik en twee linden, beschermd als monument en dorpsgezicht.

## Gebouw
Het kapelletje is een bakstenen gebouwtje in barokstijl, gedekt met een zadeldak. Versieringen zijn in mergelsteen aangebracht. Er is een halfronde apsis en een dakruitertje met naaldspits siert het dak.
In de kapel zijn enkele 17e-eeuwse houten heiligenbeelden te vinden, evenals een Sint-Rochusbeeld.